# Болбасовка
Болбасовка (укр. Бовбасівка) — село,
Трубайцовский сельский совет,
Хорольский район,
Полтавская область,
Украина.
Код КОАТУУ — 5324886203. Население по переписи 2001 года составляло 366 человек.

## Географическое положение
Село Болбасовка находится на левом берегу реки Хорол,
выше по течению на расстоянии в 1 км расположено село Кулики,
ниже по течению на расстоянии в 2,5 км расположено село Тройняки (Семёновский район),
на противоположном берегу — сёла Еньки, Лозы и Веремиевка (Семёновский район).
Река в этом месте извилистая, образует лиманы, старицы и заболоченные озёра.

## История
Обозначено на карте 1812 года как Болбосовка.